# Ronaldo Mota Sardenberg

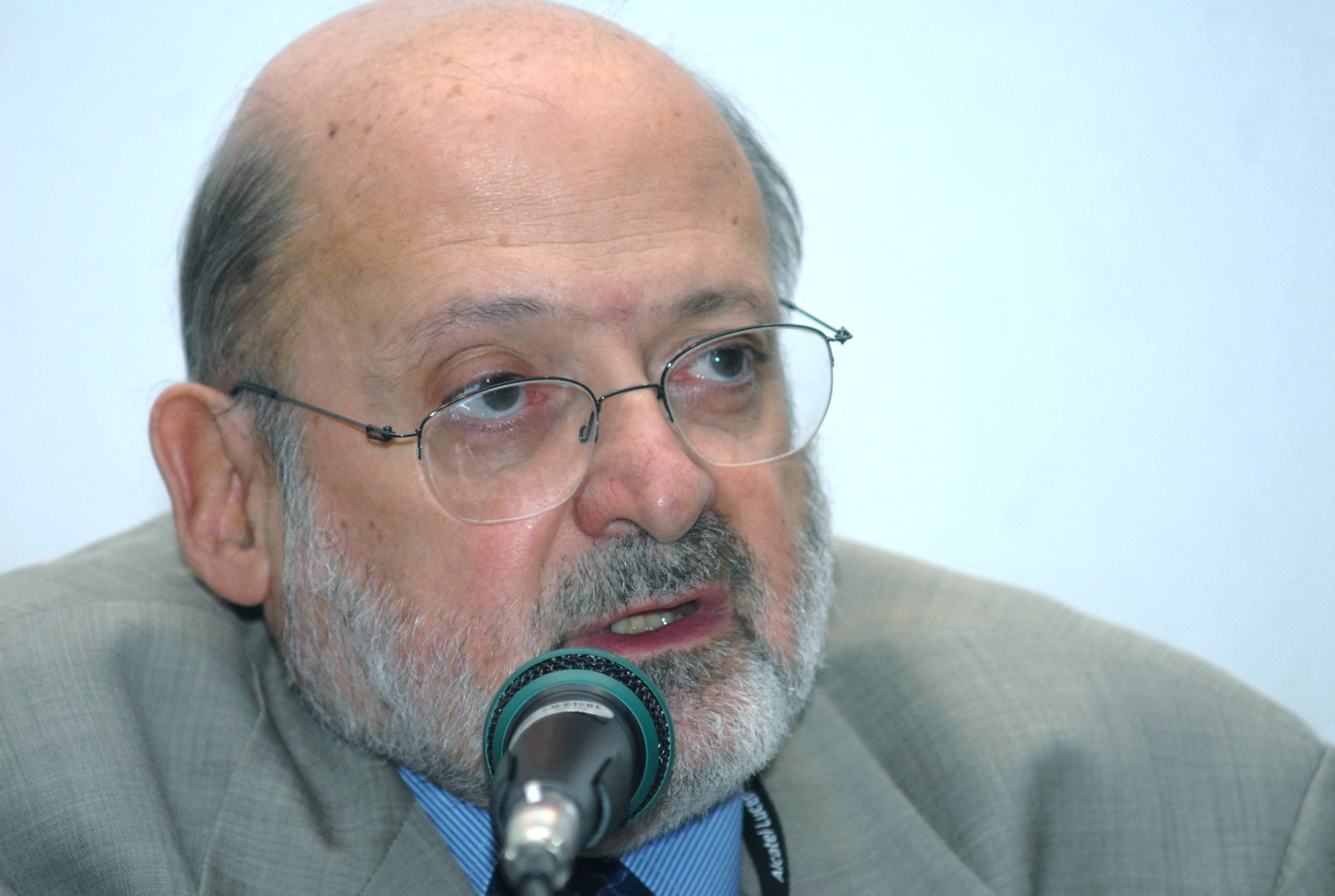
Ronaldo Mota Sardenberg

Ronaldo Mota Sardenberg (* 8. Oktober 1940 in Itu, São Paulo) ist ein ehemaliger brasilianischer Diplomat und Politiker.

## Leben
Ronaldo Mota Sardenberg ist der Sohn von Ruth S. da Mota Sardenberg und Irto Sardenberg.
1963 erwarb er einen Bachelor of Laws an der Universidade Federal do Rio de Janeiro und trat 1964 in den auswärtigen Dienst.
Von 1967 bis 1970 wurde er als Gesandtschaftssekretär zweiter Klasse in Washington, D.C. und anschließend bis 1973 beim UN-Hauptquartier eingesetzt.
Ab 1982 war Sardenberg in Moskau zunächst als Geschäftsträger und von 1985 bis 1989 als Botschafter tätig. Danach folgte seine Versetzung als Botschafter in Madrid, bevor er von 1990 bis 1994 und von 2003 bis 2007 die brasilianische Regierung beim UN-Hauptquartier vertrat. Zwischenzeitlich saß er von 1993 bis 1994 auf dem Sitz für nichtständige Mitglieder im Sicherheitsrat der Vereinten Nationen, dem er im Oktober 1993 turnusgemäß vorstand.
Von 1995 bis 1998 wurde Sardenberg zum Staatssekretär für strategische Angelegenheiten ernannt und 1999 als Minister für Kerntechnik und des Instituto Nacional de Pesquisas Espaciais berufen. In der Zeit vom 21. Juli 1999 bis zum 31. Dezember 2002 gehörte er der Regierung von Fernando Henrique Cardoso als Wissenschafts- und Forschungsminister an und billigte als solcher dem Kabinett George W. Bush die Nutzung des Centro de Lançamento de Alcântara zu. Von 2007 bis 2011 leitete er dann die Agência Nacional de Telecomunicações, die Regulierungsbehörde für das brasilianische Fernmeldewesen.
| Vorgänger                      | Amt                                                                                  | Nachfolger                     |
| ------------------------------ | ------------------------------------------------------------------------------------ | ------------------------------ |
| Celso Antonio de Souza e Silva | Leiter der brasilianischen Auslandsvertretung in Moskau 1982 bis 1989                | Sebastião do Rego Barros Netto |
| João Carlos Pessoa Fragoso     | brasilianischer Botschafter in Madrid 1989 bis 1990                                  | Lindolfo Leopoldo Collor       |
| Oswaldo Aranha                 | Vertreter der brasilianischen Regierung beim UN-Hauptquartier 1990 bis 1994          | Celso Lafer                    |
| Adolfo Taylhardat              | Präsident des Sicherheitsrates der Vereinten Nationen Oktober 1993                   | José Luís de Jesus Li Zhaoxing |
| Bresser Pereira                | Wissenschafts- und Forschungsminister Spaniens 21. Juli 1999 bis 31. Dezember 2002   | Roberto Amaral                 |
| Celso Amorim                   | Vertreter der brasilianischen Regierung beim UN-Hauptquartier 2003 bis 25. Juli 2007 | Maria Luiza Ribeiro Viotti     |
| Plínio de Aguiar Júnior        | Presidente da Agência Nacional de Telecomunicações 25. Juli 2007 bis 2011            | —                              |